# La Chapelle (Haiti)
La Chapelle (Haitianisch-Kreolisch: Lachapèl) ist eine Gemeinde im Département Artibonite von Haiti.

## Geschichte
La Chapelle war anfangs ein ländlicher, zentral gelegener Militärposten zwischen den Gemeinden Arcahaie und Verrettes unweit der Ufer des Flusses Artibonite.
Durch Verfügung der provisorischen Regierung des Nordens Haitis (République Septentrionale d'Haïti unter Florvil Hyppolite) vom 3. Juli 1889 erhielt der Ort den Status einer Gemeinde.

## Lage und Beschreibung
Neben dem Stadtzentrum Ville de la Chapelle bestehen zwei ländliche Gemeindebezirke:
1. Martinau mit Banos, Charrier, Dos Paques, Guerrin, Janain, Leroy, Macou, Martino, Riobé, Rondeau, Tomarain, Banos, Charrier, Dos Paques, Guerrin, Janain, Leroy, Macou, Martino, Riobé, Rondeau, Tomarain und Vaudré sowie
2. Bossous mit Anneau, Baille, Balai, Bellon, Bosou, Bouchette, Ca Dion, Crépain, Deschamps, Diamant, Dos Malice, Juta, La Corne, La Croix, Lepinard, Madame Jean, Monjoli, Nan Baquin, Nordet, Pierre Paul und Surprie.[1]

Die Route Départementale RD-11 führt durch die Gemeinde und verbindet sie mit Saint-Marc (60 Kilometer nordwestlich) und Mirebalais (28 Kilometer südöstlich).